# Helyi önkormányzatok Új-Zélandon

Új-Zéland jelenlegi regionális tanácsai és területi hatóságai

Új-Zéland helyi önkormányzatai a központi kormány szintje alatt működő közigazgatási szervek. Új-Zéland unitárius, azaz egységállam, ahol a helyi önkormányzatokat a központi kormány hozza létre és oszlatja fel. Feladat- és hatásköreiket Új-Zéland parlamentje törvényekben szabja meg. Más angolszász országokhoz hasonlóan a helyi önkormányzatok Új-Zélandon is kizárólag a parlament által meghatározott jogkörökkel rendelkeznek, autonóm módon más ügyekbe nem avatkozhatnak be.
Új-Zélandon jelenleg 78 helyi önkormányzat működik.

## Szerkezeti felosztás
A működésükről szóló 2002. évi törvény alapján a helyi önkormányzatok kétszintűek: a felső szintet 11 regionális tanács alkotja, amelyek Új-Zéland régióit irányítják, az alsó szintet pedig 67 területi hatóság, amelyek Új-Zéland területeit felügyelik. A két szintet a helyi önkormányzatok 1989-es reformja hozta létre. A regiók és területek határai nem mindig esnek egybe, így vannak területi hatóságok, amelyek több regionális tanács alá tartoznak. Ennek egyik példája Taupo terület, amely földrajzilag négy régión belül fekszik.
A területi hatóságok különféle státusszal bírhatnak. A 67 területi hatóság közül 12 városi tanács, 54 kerületi tanács, egy pedig az Aucklandi Tanács. Az aucklandi, egy városi és 4 kerületi tanács a regionális tanácsok jog- és hatásköreivel rendelkezik. Ezt a hat tanácsot unitárius tanácsnak is nevezik.

## Feladat- és hatáskörök
Új-Zélandon a  helyi önkormányzatok működéséről szóló 2002. évi törvény szabja meg azok hatásköreit. A törvény alapján a helyi önkormányzatok felelősek az infrastruktúráért, tömegközlekedésért, szilárd hulladékok gyűjtéséért és kezeléséért, katasztrófavédelemért, könyvtárakért, múzeumokért, természetvédelmi területekért és egyéb szabadidős létesítményekért. Az önkormányzatok szintjei külön feladatkörökkel rendelkeznek. Főként a regionális tanácsok kezelik a természeti erőforrások, így a regionális tanácsok feladata a folyami gazdálkodás és árvízvédelem, szavatolják a megfelelő víz- és levegőminőséget és ellenőrzik a földeróziót. Természeti és egyéb katasztrófák esetén kötelesek a polgári védelemért is. A területi hatóságok a helyi közösségek jólétét és fejlesztését hivatottak garantálni, ők felelnek az utakért, vízrendszer kiépítéséért, szilárd hulladékok gyűjtéséért, kulturális és szabadidődés létesítmények fenntartásáért, helyi gazdasági fejlesztésért és várostervezésért.

## Kormányzás és választások
Minden helyi önkormányzatok élén egy tanács áll. A régiók szintjén ezeket regionális tanácsoknak, a területi hatóságok szintjén a hatóság státusza szerint városi vagy kerületi tanácsnak, Aucklandben pedig Aucklandi Tanácsnak nevezik.
A tanácsokat a régió vagy terület lakosai választják közvetlenül, háromévente. A 2004-es önkormányzati választásoktól kezdve a tanácsok önként választhatnak két választási rendszer, az egyszeri átruházható vagy egyszerű többségi szavazás közül.

## Történelem

Új-Zéland tartományai 1852 és 1876 között

A brit fennhatóság előtt az új-zélandi maorik törzsekben éltek, a törzsi területek határát a földrajzi környezet, így a tenger, folyók és hegyek alapján határozták meg. A törzsekben a döntéseket a törzsi tanácsok hozták meg közmegegyezés alapján.
A mai helyi önkormányzatok gyökerei a brit uralom kezdeteire nyúlnak vissza. Egy 1840-ben kelt levélben a brit birodalmi Gyarmatügyi Minisztérium arra szólította fel William Hobson új-zélandi kormányzót, hogy amennyire lehetséges, hozzon létre helyi önkormányzatokat és ossza fel a szigeteket megyékre és körzetekre. A minisztérium levele szerint így lehet garantálni a helyi ügyek lehető leghatékonyabb intézését, és biztosítani, hogy a kormányzó és központi kormányzat a legfontosabb ügyekre összpontosíthasson. A Hobsonnak címzett levél azért emelte ki a helyi önkormányzatok fontosságát, mert az Egyesült Királyság öt évvel korábban, 1835-ben esett át egy nagyobb önkormányzati reformon. 1842-ben végül a törvényhozó tanács, a helyi brit bevándorlók által gyakorolt nyomásra is válaszolva, elfogadta az első helyi önkormányzatokat szabályozó törvényt. Ez volt az új-zélandi törvényhozás által elfogadott mindössze második törvény.
Az 1842-es helyi önkormányzati törvény lehetővé tette, hogy a legalább 2 000 telepest számláló települések felvegyék a borough, azaz kerület nevet, és hogy lakosaik közül kormányzó tanácsot válasszanak. A tanácsok utakat, hidakat, kutakat, szennyvízcsatornákat, piactereket és börtönöket építtethettek és tarthattak fenn, és joguk volt a tűzoltás és egyéb károk megfékezése. Jogukban állt továbbá megszabni az ingatlanadó, útdíjak, hídvámok és hasonló illetéket mértékét. Az első törvényes helyi önkormányzat az új törvény értelmében 1842 októberében jött létre Wellingtonban. 1843-ban mindazonáltal az 1842-es törvényt visszavonták.
Az első, hosszabb ideig fennmaradó helyi kormányzó tanácsokat 1845-ben tette lehetővé egy közutakról és közművekről szóló törvény, amely engedélyezte a helyi közműbizottságok alapítását. A bizottságok keretein belül a helyi lakosok föld- és útdíjakat szabhattak ki, hogy ezen bevételekből utakat és más közműveket tarthassanak fenn.
1852-ben az Egyesült Királyság parlamentje a korábbi kettőről hat tartományra osztotta Új-Zélandot. Ebben az évben jött létre Auckland, New Plymouth, Wellington, Nelson, Canterbury és Otago tartomány. Ezt a hat tartományt a következő évtizedben még több követte. A tartományok korlátozott törvényhozó és végrehajtó hatalommal rendelkeztek, és a központi kormány törvényi és pénzügyi irányítása alatt álltak. A kormányzó jogában állt megvétózni a tartományi szuperintendens és tanács által elfogadott törvényeket. Mindazonáltal a tartományok hatáskörébe tartoztak a közművek, bevándorlási ügyek és az egészség- és oktatásügy. A tartományi tanácsok ezenfelül határaikon belül kisebb körzeteket és helyi tanácsokat hozhattak létre.
A tartományi rendszer 1852-től 1876-ig állt fenn. Új-Zélandra a 19. század közepén egyre több telepes érkezett, akik főként városokban telepedtek le. A városok növekedésével a tartományi kormányzatok idejét és erőforrásait egyre inkább a települések emésztették fel, és egyre nehezebben tudták egész területüket hatékonyan kormányozni. Az 1860-as évek végére Új-Zéland városai olyannyira megnőttek, hogy a tartományi kormányzatok már azokat sem tudták megfelelő módon vezetni. Az új-zélandi közgyűlés végül 1876-ban öt törvényt fogadott el, amelyekkel feloszlatta a tartományokat, azokat városi és települési önkormányzatokkal, vidéken pedig megyékkel váltotta (a települési és vidéki önkormányzatok közötti megkülönböztetés 1974-ig megmaradt). A törvényhozás egyik célja az is volt, hogy az új önkormányzatokba a közműbizottságok is beleolvadjanak, ez azonban néhány kivételtől eltekintve nem valósult meg. Mindazonáltal az 1876-os törvények voltak az első kísérlet Új-Zélandon a helyi önkormányzatok egységesítésére országszerte: minden újonnan létrehozott települési önkormányzat és megye a központi kormány felügyelete alá került a törvények értelmében.

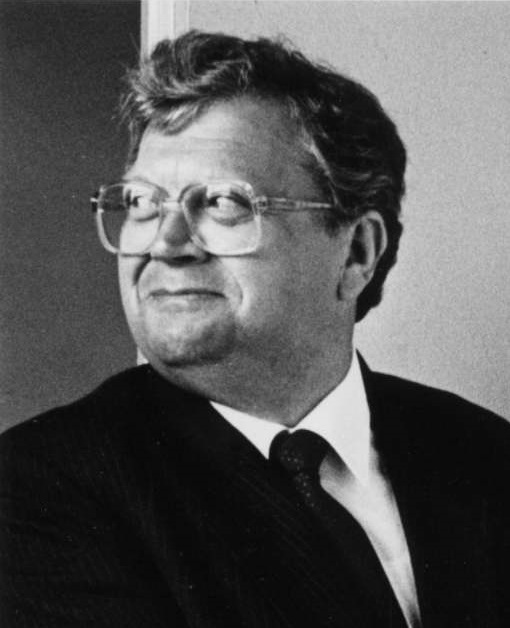
Új-Zéland történelmének legjelentősebb önkormányzati reformjára David Lange miniszterelnök kormányzása idején került sor

Az 1876-ban létrehozott helyi önkormányzati rendszer struktúrájában csaknem változatlanul egészen 1989-ig megmaradt, a 113 év alatt azonban a önkormányzatok száma nagy mértékben nőtt. A megyék száma csak 1876 és 1912 között 63-ról 115-re ugrott, bár meg kell jegyezni, hogy az ország népessége is jelentős változáson esett át ez idő alatt: az 1878-as népszámlálás szerint a szigeteken 458 007 fő, az 1911-es népszámlálás alapján 1 058 313 fő élt. Az önkormányzatok számának gyarapodása főként két okra vezethető vissza. Egyrészt azok nem tudták hatékonyan biztosítani azokat a szolgáltatásokat, amelyeket előttük a tartományok sem tudtak minden nehézség nélkül polgáraiknak nyújtani. Ide tartozott főként az egészségügy, oktatásügy és az infrastruktúra. Másrészt pedig az új-zélandi törvényhozás által létrehozott önkormányzati finanszírozási modell arra ösztönözte a nagyobb önkormányzatokat, hogy több kisebb részre váljanak szét, mert így több pénzügyi forráshoz tudtak hozzáférni. 1946-ban volt az első komolyabb kísérlet arra, hogy megváltoztassák az 1876 óta fennálló önkormányzati rendszert, és a központi kormány fel is állított egy független helyi önkormányzati vizsgálóbizottságot, ám az pár önkormányzati területhatár megváltoztatásától eltekintve nem tudott nagyobb sikereket elkönyvelni.

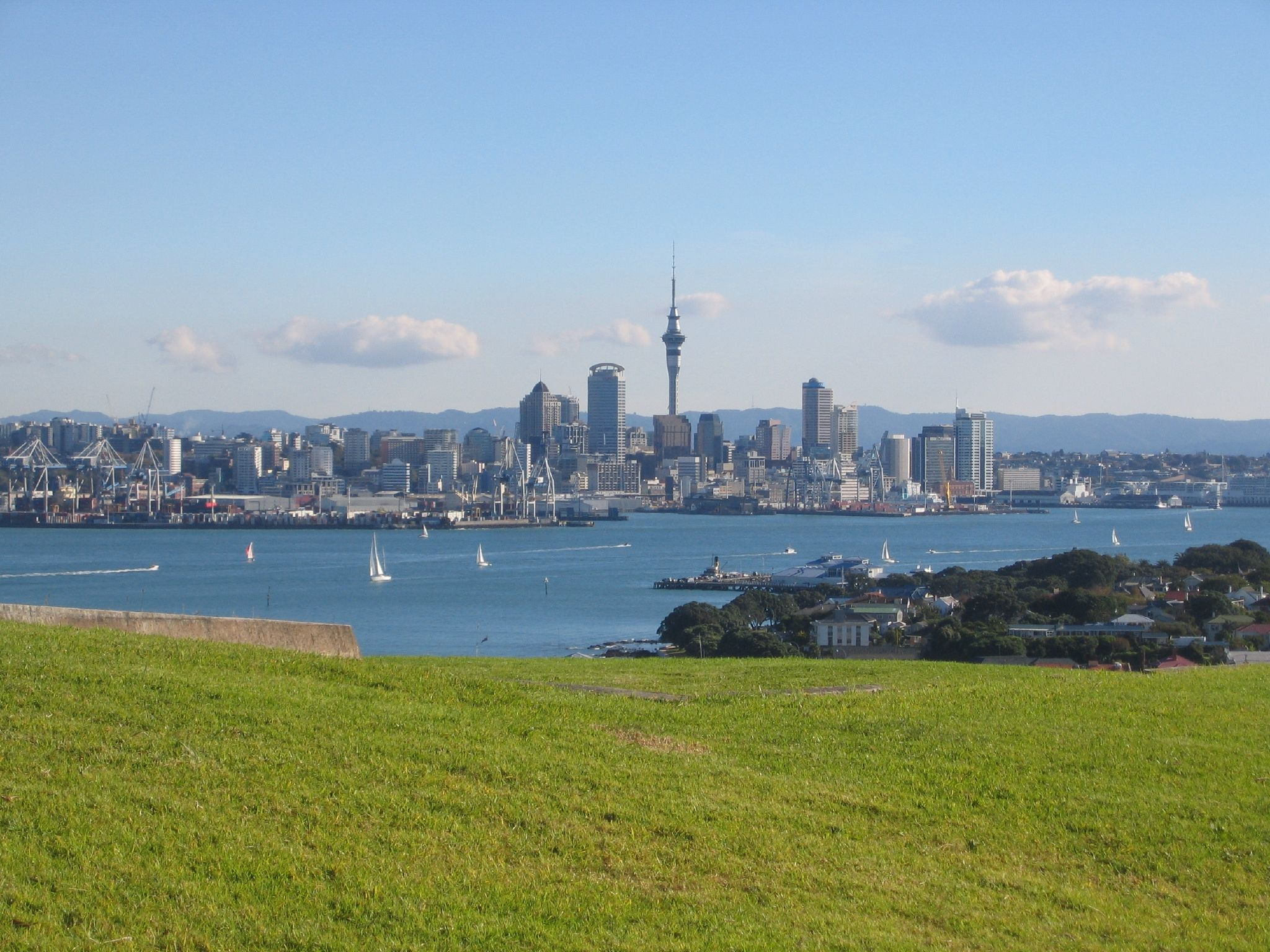
Auckland, Új-Zéland legnépesebb városa 2010 óta egyetlen helyi önkormányzat, az Aucklandi Tanács igazgatása alatt áll

Új-Zéland történelmének legjelentősebb és legteljesebb önkormányzati reformjára 1989-ben került sor David Lange miniszterelnök munkáspárti kormánya és annak önkormányzati minisztere, Michael Bassett vezetése alatt. A kormány szorgalmazására az új-zélandi parlament 1988-ban módosította a helyi önkormányzatokról szóló törvényt, ami így kötelezte a helyi önkormányzati bizottságot, hogy 1989 július 1-je előtt tegyen végső javaslatot a önkormányzati rendszer teljes átalakítására. A bizottság javaslata alapján 1989-ben az akkor több mint 850 helyi önkormányzatot, igy a különféle tanácsokat és megyéket csaknem teljesen megszüntették és a ma is fennálló kétszintű rendszerrel helyettesítették. Az önkormányzatok száma ezzel 86-ra csökkent.
Az 1989-es reformokkal az országot 14 régióra, ebből 13 regionális és 1 utitárius tanácsra osztották. Unitárius tanácsként Gisborne-t mind a régiók, mind a kerületi tanácsok jogaival is ruházták fel. A régiókon belül 73 területi tanácsot, ebből 14 városi és 59 kerületi tanácsot hoztak létre.
Auckland, Új-Zéland legnépesebb városa 2010 óta egyetlen egység, az Aucklandi Tanács irányítása alá tartozik. Az 1989-es önkormányzati reformok során 44 helyi aucklandi önkormányzatot 1 regionális tanácsba és 7 területi hatóságba tömörítettek, ám a város kormányzása így is nehézkes maradt, mivel 8 külön egységnek kellett együtt működnie a város fenntartásáért és fejlesztéséért. Az új-zélandi kormány ezen nehézségeket látva 2007-ben létrehozott egy bizottságot, hogy megoldást találjon a város problémáira. A bizottság 2009-es jelentésében javasolta azt, hogy a helyi önkormányzatokat összeolvasztva egyetlen központi kormányzatot hozzanak létre Aucklandban. A bizottságot jelentésében foglaltakat tudomásul véve a kormány 2010. november 1-jével hozta létre az Aucklandi Tanácsot.